# Dilophia
Dilophia é um género botânico pertencente à família Brassicaceae.